# Toledo (Minas Gerais)
Toledo is een gemeente in de Braziliaanse deelstaat Minas Gerais. De gemeente telt 6.038 inwoners (schatting 2009).

## Aangrenzende gemeenten
De gemeente grenst aan Extrema, Itapeva, Munhoz, Pedra Bela (SP) en Socorro (SP).